# 質能等價
 = ，即质能等价（mass-energy equivalence）、質能守恆、质能互换，亦稱為質能轉換公式、质能方程，是一種阐述能量（E）与质量間相互关系的理論物理學公式，公式中的  是物理學中代表光速的常數。

## 方程式的含义
该公式表明物体相对于一个参照系静止时仍然有能量，这是违反牛顿系统的，因为在牛顿系统中，静止物体是没有能量的。这就是为什么物体的质量被称为静止質量。公式中的E可以看成是物体总能量，它与物体总质量（该质量包括静止质量和运动所带来的质量）成正比，只有当物体静止时，它才与物体的（静止）质量（牛顿系统中的质量）成正比。这也表明物体的总质量和静止质量不同。
反过来讲，一束光子在真空中传播，其静止质量是0，但由于它们有运动能量，因此它们也有质量。

### 术语的不同
注意：有些术语使用中，质量单指静止质量，因为总质量和能量是等价的概念。若{\displaystyle m}指代静止质量，则公式应改写为
{\displaystyle E_{0}=mc^{2}\,}
而
{\displaystyle E={\sqrt {p^{2}c^{2}+m^{2}c^{4}}}=\gamma mc^{2}}
因此，{\displaystyle \gamma m\,}也就是运动质量的表达式，其中{\displaystyle \gamma }为洛伦兹因子。

## 方程的推導
以一外力{\displaystyle \mathbf {F} }對物體作功，根據功-動能定理，物體的微小動能變化為
{\displaystyle \mathrm {d} K=\mathbf {F} \cdot \mathrm {d} \mathbf {x} ={\frac {\mathrm {d} \mathbf {p} }{\mathrm {d} t}}\cdot \mathrm {d} \mathbf {x} ={\frac {\mathrm {d} \mathbf {x} }{\mathrm {d} t}}\cdot \mathrm {d} \mathbf {p} }
式中，{\displaystyle \mathbf {p} }為物體的動量{\displaystyle \gamma m\mathbf {u} }(此處的{\displaystyle m}為靜止質量)，而{\displaystyle {\frac {\mathrm {d} \mathbf {x} }{\mathrm {d} t}}}為物體的速度{\displaystyle \mathbf {u} }。因此此式可改寫為
{\displaystyle \mathrm {d} K=\mathbf {u} \cdot \mathrm {d} \left(\gamma m\mathbf {u} \right)=m\mathbf {u} \cdot \mathrm {d} \left(\gamma \mathbf {u} \right)}。
根據以下等式(詳見四維速度)，
{\displaystyle U_{\mu }U^{\mu }=-\gamma ^{2}c^{2}+\gamma \mathbf {u} \cdot \gamma \mathbf {u} =-c^{2}=\operatorname {constant} }
將等式的兩側取微小量並重新整理，
{\displaystyle -2c^{2}\gamma \,\mathrm {d} \gamma +2\gamma \mathbf {u} \cdot \mathrm {d} \left(\gamma \mathbf {u} \right)=0}
{\displaystyle \mathbf {u} \cdot \mathrm {d} \left(\gamma \mathbf {u} \right)=c^{2}\mathrm {d} \gamma }。
以此等式代入上方的{\displaystyle \mathrm {d} K}關係式得
{\displaystyle \mathrm {d} K=mc^{2}\mathrm {d} \gamma }
{\displaystyle K=\int _{\mathbf {u} =\mathbf {0} }^{\mathbf {u} =\mathbf {u} }mc^{2}\mathrm {d} \gamma \left(\mathbf {u} \right)=\gamma mc^{2}-mc^{2}}
此即為相對論下的動能表達式，注意式中{\displaystyle \gamma mc^{2}}僅與四維動量的時間分量相差一比例常數{\displaystyle c}。若以此定義物體的能量，
{\displaystyle E\equiv P^{0}c=\gamma mc^{2}}
則{\displaystyle E=K+mc^{2}}。其中{\displaystyle mc^{2}}為物體因具有質量而具有的能量，即
{\displaystyle E_{0}=mc^{2}}。
註：若改以{\displaystyle m_{0}}表示內秉質量，{\displaystyle m=\gamma m_{0}}表示相對論質量，則亦有{\displaystyle E=mc^{2}}之關係。

### 意义
在「狭义相对论」裡，这一公式表明能量和质量有比例關係，可等價描述，現今夸克等物質即以eV（電子伏特）此能量單位為常用單位。虽然很多人并不确切的知道这个公式的真实含义，但它已经成为人类历史上最有名的公式之一，并成为文化的一部分。有人認為这一公式直接导致了原子弹的设计和制造，但事實上质能转换公式对于原子理论和原子弹的设计和制造并无任何的直接或间接促进作用，而仅仅是后人用来解释原子弹原理的解释工具之一。而爱因斯坦本人对于原子弹制造的贡献在于：
|                               | 关于原子弹和罗斯福，我所做的仅仅是：鉴于希特勒可能首先拥有原子弹的危险，我签署了一封由西拉德起草给总统的信。 |
| ——《爱因斯坦文集》第三卷335页 | |

## 背景及其影響
这个等式源于阿爾伯特·愛因斯坦对于物体惯性和它自身能量关系的研究。研究的著名结论就是物体质量实际上就是它自身能量的量度。为了便于理解此关系的重要性，可以比较一下电磁力和引力。电磁学理论认为，能量包含于与力相关而与电荷无关的场（电场和磁场）中。在万有引力理论中，能量包含于物质本身。因此物质质量能够使时空扭曲，但其它三种基本相互作用（电磁相互作用，强相互作用，弱相互作用）的粒子却不能，这并不是偶然的。
这个方程对于原子弹的发展是关键性的。通过测量不同原子核的质量和那个数量的独立质子和中子的质量和的差，可以得到原子核所包含的结合能的估计值。这不仅显示可能通过轻核的核聚变和重核的核裂变释放这个结合能，也可用于估算会释放的结合能的量。注意质子和中子的质量还在那里，它们也代表了一个能量值。
一个著名的花絮是爱因斯坦最初将方程写为{\displaystyle dm={\frac {\mathrm {L} }{\mathrm {c} ^{2}}}}（用了一个“{\displaystyle L}”，而不是“{\displaystyle E}”来表示能量，而{\displaystyle E}在其它地方也用来表示能量）。
一千克物质完全等价于
- 89,875,517,873,681,764 焦耳或
- 大約21,470,501,160,000 卡路里
- 24,965,421,632 千瓦时
- 21.48076431 百萬噸TNT
- 大约0.0851900643 Quads（千兆英热单位）

重要的是要注意实际的静质量到能量的转换不大可能是百分之百有效的。一个理论上完美的转化是物质和反物质的湮灭；对于多数情况，轉換會有很多含静质量的副产品，因而只有少量的静质量真正被转换成能量。在该方程中，质量就是能量，但是为了简明起见，转换这个词常常被用于代替质能等价关系，实际上通常所指的一般是静质量和能量的转换。

## 方程的可应用性
E=mc²适用于所有有质量的物体，因为它是质量由能量导出的断言，或者说能量由质量导出的论断，而两者可以互相取代。它对运动物体的应用依赖于方程中使用的质量的定义。
通常，该方程用于相对于物体不动的参考点。但是同样的物体从另外一个参照系来看可以是运动的，所以，对于这个参照系，该方程表示质量是不同的。
从现代物理的观点来看，这个方程表示物质和能量是同一个概念。

### 使用相对论质量
亨德里克·勞侖茲（Hendrik Lorentz，1853-1928） 在他的電子理論裡以力和加速度的比（代替动量和速率的比）来定义质量。他发现当外力平行或垂直与运动方向时的有效质量不一样：平行时{\displaystyle m_{\parallel }=\gamma ^{3}m_{0}}而垂直时{\displaystyle m_{\perp }=\gamma m_{0}}。只有在力垂直于运动方向时Lorentz质量才是等同于后来的相對論质量。爱因斯坦在最初的论文（（页面存档备份，存于））內计算了以上两个质量（原文内垂直质量有错）。文内他用的{\displaystyle m}指的是静质量。
现在称为相对论质量的概念最初由R.C. Tolman在1912年提出。这和静质量{\displaystyle m_{0}}（也即物体在它在其中静止的参照系中的质量）关系如下：
{\displaystyle m=\gamma m_{0}={\frac {m_{0}}{\sqrt {1-v^{2}/c^{2}}}}}
但要得到{\displaystyle E=mc^{2}}方程，必须从方程{\displaystyle E^{2}=p^{2}c^{2}+m^{2}c^{4}}出发然后置{\displaystyle p=0}，这表示置速度{\displaystyle v=0}。也就是说，我们现在有一个特殊情况，物体不在移动，且{\displaystyle E^{2}}只等于{\displaystyle m^{2}c^{4}}，或{\displaystyle E=mc^{2}}。只是在这种特殊情况下，{\displaystyle E=mc^{2}}成立。在任何其它的速度，我们必须把{\displaystyle p^{2}c^{2}}放回一般的方程中。
如果我们把{\displaystyle v=0}代入方程{\displaystyle m=\gamma m_{0}={\frac {m_{0}}{\sqrt {1-v^{2}/c^{2}}}}}，便得{\displaystyle m=m_{0}}。所以，当物体静止时，也就是说，速度{\displaystyle v=0}时，静止质量和相对论质量是相同，方程{\displaystyle E=mc^{2}}就可以写为{\displaystyle E=m_{0}c^{2}}，两者没有不同。
然后，使用相对论质量，方程{\displaystyle E=mc^{2}}必须写为{\displaystyle E=m_{0}c^{2}}，它不适用于以任何速度移动的物体，只适用于速度为零的物体，因为{\displaystyle m_{0}}只适用于{\displaystyle v=0}，当{\displaystyle v=0}时，{\displaystyle m=m_{0}}。

### 使用静止质量
现代的物理学家已很少使用相对论质量了，有人后来指出爱因斯坦本身也不喜欢“相对论质量”此概念：
引入一个运动物体的质量  {\displaystyle {\begin{smallmatrix}M={\frac {m}{\sqrt {1-{\frac {v^{2}}{c^{2}}}}}}\end{smallmatrix}}}是不好的，它没有给出明确的定义。最好是除了一个‘静止质量’{\displaystyle m\,\!}之外，不再引入其他质量概念。与其引入{\displaystyle M\,\!}，不如提及运动物体的动量和能量表达式。
 — 爱因斯坦于1948年写给林肯·巴涅特的一封信

原文

It is not good to introduce the concept of the mass {\displaystyle M=m/{\sqrt {1-v^{2}/c^{2}}}} of a moving body for which no clear definition can be given. It is better to introduce no other mass concept than the 'rest mass' {\displaystyle m\,\!}. Instead of introducing {\displaystyle M\,\!} it is better to mention the expression for the momentum and energy of a body in motion.——Albert Einstein in letter to L Barnett (quote
from L. B. Okun, "The Concept of Mass," Phys. Today 42, 31, June 1989.)

作者如Taylor和Wheeler完全避开它因为：
“相對论质量”是很容易被误解的概念。这就是我們不用它的原因。首先它把“质量”这应该属于某四維向量的大小名字强加在此向量的时间部上。第二、它使我们觉得物体能量随速度或動量增加是和物体本身內部某些改变有关。实际上能量随速度的增加不来自物体自本性質而源于時空本身的几何架构。
现代的物理学家都用m来表示静止质量，它是四維動量和四維速率的比：
{\displaystyle p^{\mu }=mv^{\mu }}
而相对论质量就指物体的能量或四元動量的时间部：
{\displaystyle E\equiv p^{0}={\sqrt {p^{2}c^{2}+m^{2}c^{4}}}=\gamma mc^{2}}
其中{\displaystyle p=\gamma mv}是物体的相对论动量。当速度为零时，便化为{\displaystyle E=mc^{2}}。以下仍用{\displaystyle m}来表示相对论质量，用{\displaystyle m_{o}}来表示静止质量。

## 低能量的略計
假設在靜止時的能量為{\displaystyle m_{o}c^{2}}，而總能量是動能加上靜止時的能量，其相對性的動能就是：
{\displaystyle E_{\mathrm {kinetic} }=E_{\mathrm {total} }-E_{\mathrm {rest} }=\gamma m_{o}c^{2}-m_{o}c^{2}=\left(\gamma -1\right)m_{o}c^{2}}
当低速度的情况時，与動能的古典表達式仍然基本吻合，因此：
{\displaystyle E_{\mathrm {kinetic} }={\frac {1}{2}}m_{o}v^{2}}.
两个公式可以通过用泰勒级数展开{\displaystyle \gamma }来证明一致，
{\displaystyle \gamma ={\frac {1}{\sqrt {1-({\frac {v}{c}})^{2}}}}\approx \left(1+{\frac {1}{2}}\left({\frac {v}{c}}\right)^{2}\right)}.
将上式代回原始的方程有，
{\displaystyle E_{\mathrm {kinetic} }\approx {\frac {1}{2}}\left({\frac {v}{c}}\right)^{2}m_{o}c^{2}={\frac {1}{2}}m_{o}v^{2}},
因此有
{\displaystyle {\frac {1}{2}}m_{o}v^{2}=E_{\mathrm {total} }-E_{\mathrm {rest} }},
或者
{\displaystyle E_{\mathrm {total} }=E_{\mathrm {rest} }+{\frac {1}{2}}m_{o}v^{2}},
也就是能量的相对论表达式，这和只有动能的经典牛顿表达式不同。
这表示相对论是对经典力学的高阶修正，而且在低能或者说经典领域牛顿和相对论力学是等价的。
那么什么是等价的？仅仅是动能的表达式，而不是总能量。
在从经典力学到高速情形的外推中，爱因斯坦证明了经典力学是错误的。在低速物体的情形，例如用于建立经典力学的那些，经典力学是相对论力学的一个子集。两个理论仅在经典领域之外导致矛盾。

## 爱因斯坦和他1905年的论文
阿尔伯特·爱因斯坦没有在他的1905年论文中精确地表述这个方程""（“一个物体的惯性依赖于它所包含的能量吗?”，发表于《物理学年鉴》9月27日），这是他现在被称为「奇迹年论文」的文章之一。
该论文所说的确切内容是：“若一个物体以辐射形式发射能量L，它的质量减少{\displaystyle {\frac {\mathrm {L} }{\mathrm {c} ^{2}}}}。”，这个情况下辐射的是动能，而质量是那时候通常所指的质量，也就是今天我们根据情况称为静能量或者不变质量。这是在发射能量前后的质量差，它等于{\displaystyle {\frac {\mathrm {L} }{\mathrm {c} ^{2}}}}，而不是物体的整个质量。在那时它仅仅是理论上的还未被实验证明。

## 其他貢獻
爱因斯坦不是唯一将能量联系到质量的人，但他是第一个将这个作为更大的理论的一部分推出的，而且，是根据这个理论的前提所导出的结果。
根据Umberto Bartocci（佩鲁贾大学数学史家），该方程早在两年之前就由Olinto De Pretto发表了，他是一个意大利维琴查的工业家。但是没有主流史学家认为这个结论是真实的或者是重要的，他们认为即便De Pretto是首位发现该公式的人，但是只有在爱因斯坦真正将它和相对论建立联系之后，该公式才真正显示出价值。

## 电视传记
E=mc²也是一部在2005年時播放的爱因斯坦电视传记之名称，該傳記主要集中在讲述1905年间的事情。